# Echipa națională de handbal feminin a Serbiei
Echipa feminină de handbal a Serbiei este echipa națională care reprezintă Serbia în competițiile interțări oficiale sau amicale de handbal feminin. Echipa este guvernată de Federația Sârbă de Handbal. Federația Internațională de Handbal și Federația Europenă de Handbal consideră echipa Serbiei ca succesoarea directă a echipelor Republicii Federale Iugoslavia și Serbiei și Muntenegrului. Pentru rezultatele dinainte de 1991, când Serbia era parte a RSF Iugoslavia, vă rugăm să accesați echipa națională de handbal feminin a Iugoslaviei.
Comitetul Olimpic Sârb a declarat echipa națională de handbal drept cea mai bună echipă sportivă feminină în 2001 și 2013.

### Rezultate la Jocurile Olimpice
| An   | Tur              | Poziție    | MJ         | V          | E          | Î          | GM         | GP         |
| ---- | ---------------- | ---------- | ---------- | ---------- | ---------- | ---------- | ---------- | ---------- |
| 2012 | Nu s-a calificat | -          | -          | -          | -          | -          | -          | -          |
| 2008 | Nu s-a calificat | -          | -          | -          | -          | -          | -          | -          |
| 2004 | Nu s-a calificat | -          | -          | -          | -          | -          | -          | -          |
| 2000 | Nu s-a calificat | -          | -          | -          | -          | -          | -          | -          |
| 1996 | Nu s-a calificat | -          | -          | -          | -          | -          | -          | -          |
| 1992 | Suspendată       | Suspendată | Suspendată | Suspendată | Suspendată | Suspendată | Suspendată | Suspendată |

### Rezultate la Campionatele Mondiale
Conform Federației Internaționale de Handbal:
| An     | Tur                | Poziție    | MJ         | V          | E          | Î          | GM         | GP         |
| ------ | ------------------ | ---------- | ---------- | ---------- | ---------- | ---------- | ---------- | ---------- |
| 2013   | Finală             | locul 2    | 9          | 7          | 0          | 2          | 240        | 197        |
| 2011   | Nu s-a calificat   | -          | -          | -          | -          | -          | -          | -          |
| 2009   | Nu s-a calificat   | -          | -          | -          | -          | -          | -          | -          |
| 2007   | Nu s-a calificat   | -          | -          | -          | -          | -          | -          | -          |
| 2005   | Nu s-a calificat   | -          | -          | -          | -          | -          | -          | -          |
| 2003   | Grupele principale | locul 9    | 8          | 5          | 0          | 3          | 258        | 241        |
| 2001   | Finala mică        | locul 3    | 9          | 6          | 1          | 2          | 313        | 236        |
| / 1999 | Nu s-a calificat   | -          | -          | -          | -          | -          | -          | -          |
| 1997   | Nu s-a calificat   | -          | -          | -          | -          | -          | -          | -          |
| 1995   | Suspendată         | Suspendată | Suspendată | Suspendată | Suspendată | Suspendată | Suspendată | Suspendată |
| 1993   | Suspendată         | Suspendată | Suspendată | Suspendată | Suspendată | Suspendată | Suspendată | Suspendată |

Careul roșu indică faptul că Serbia a fost gazda competiției.

### Rezultate la Campionatele Europene
Conform Federației Europene de Handbal:
| An   | Tur                | Poziție    | MJ         | V          | E          | Î          | GM         | GP         |
| ---- | ------------------ | ---------- | ---------- | ---------- | ---------- | ---------- | ---------- | ---------- |
| 2012 | Finala mică        | locul 4    | 8          | 4          | 1          | 3          | 213        | 209        |
| 2010 | Faza grupelor      | locul 14   | 3          | 0          | 0          | 3          | 71         | 91         |
| 2008 | Faza grupelor      | locul 13   | 3          | 0          | 0          | 3          | 87         | 93         |
| 2006 | Faza grupelor      | locul 14   | 3          | 0          | 0          | 3          | 77         | 92         |
| 2004 | Grupele principale | locul 12   | 6          | 1          | 0          | 5          | 165        | 200        |
| 2002 | Grupele principale | locul 6    | 7          | 4          | 0          | 3          | 223        | 200        |
| 2000 | Grupele principale | locul 7    | 6          | 3          | 1          | 2          | 178        | 176        |
| 1998 | Nu s-a calificat   | -          | -          | -          | -          | -          | -          | -          |
| 1996 | Nu s-a calificat   | -          | -          | -          | -          | -          | -          | -          |
| 1994 | Suspendată         | Suspendată | Suspendată | Suspendată | Suspendată | Suspendată | Suspendată | Suspendată |

Careul roșu indică faptul că Serbia a fost gazda competiției.

### Rezultate în alte competiții
- Trofeul Carpați 2011: locul 2
- Trofeul Carpați 2004: locul 2

## Echipa
Ultima componență cunoscută este cea a echipei de la Campionatul Mondial din 2013:
Antrenor principal: Saša Bošković
| Nr. | Post            | Nume                | Data nașterii (vârsta) | Înălțime | Selecții | Goluri | Echipă                  |
| --- | --------------- | ------------------- | ---------------------- | -------- | -------- | ------ | ----------------------- |
| 3   | Extremă dreapta | Katarina Krpež      | 2 mai 1988             | 1.67 m   | 74       | 145    | RK Krim                 |
| 4   | Inter dreapta   | Jelena Popović      | 4 septembrie 1984      | 1.71 m   | 90       | 146    | HBC Nantes              |
| 7   | Centru          | Andrea Lekić        | 6 septembrie 1987      | 1.78 m   | 74       | 367    | ŽRK Vardar              |
| 9   | Inter dreapta   | Jelena Živković     | 6 iulie 1991           | 1.84 m   | 35       | 35     | RK Podravka Koprivnica  |
| 11  | Inter stânga    | Sanja Damnjanović   | 25 mai 1987            | 1.77 m   | 87       | 319    | Viborg HK               |
| 15  | Inter stânga    | Jelena Erić         | 12 octombrie 1979      | 1.80 m   | 76       | 271    | HC Astrakhanochka       |
| 16  | Portar          | Jovana Risović      | 7 octombrie 1993       | 1.70 m   | 24       | 0      | ŽRK Radnički Kragujevac |
| 17  | Pivot           | Sanja Rajović       | 18 mai 1981            | 1.72 m   | 56       | 86     | RK Lokomotiva Zagreb    |
| 21  | Extremă stânga  | Svetlana Ognjenović | 26 ianuarie 1981       | 1.68 m   | 87       | 200    | Metz Handball           |
| 26  | Inter stânga    | Biljana Filipović   | 12 ianuarie 1986       | 1.89 m   | 25       | 52     | Nice Handball           |
| 27  | Portar          | Katarina Tomašević  | 6 februarie 1984       | 1.79 m   | 54       | 0      | HBC Nantes              |
| 30  | Extremă stânga  | Jelena Nišavić      | 17 septembrie 1980     | 1.68 m   | 92       | 120    | RK Jagodina             |
| 31  | Extremă dreapta | Ivana Milošević     | 11 iunie 1982          | 1.68 m   |          |        | ŽRK Radnički Kragujevac |
| 33  | Inter stânga    | Jovana Stoiljković  | 30 septembrie 1988     | 1.82 m   | 25       | 36     | Le Havre                |
| 71  | Centru          | Kristina Liščević   | 20 octombrie 1989      | 1.73 m   | 32       | 32     | Metz Handball           |
| 72  | Pivot           | Dragana Cvijić      | 15 martie 1990         | 1.85 m   | 53       | 140    | ŽRK Budućnost           |
| 83  | Pivot           | Marija Lojpur       | 10 august 1983         | 1.78 m   | 24       | 36     | ŽRK Vardar              |
| 99  | Inter dreapta   | Marina Dmitrović    | 25 martie 1985         | 1.82 m   |          |        | ŽRK Vardar              |

## Antrenori
Echipa Serbiei a fost antrenată de-a lungul vremii de următorii tehnicieni:
| Perioada  | Antrenor principal |
| --------- | ------------------ |
| 1996–1997 | Vuk Roganović      |
| 1997–1998 | Dragan Nišavić     |
| 1998–2000 | Milorad Milatović  |
| 2000      | Natalija Cigankova |
| 2000–2001 | Milorad Milatović  |
| 2002–2003 | Marko Isaković     |
| 2003      | Dragomir Čačić     |
| 2003-2004 | Zoran Ivić         |
| 2004-2005 | Mile Isaković      |
| 2006      | Anja Andersen      |
| 2006      | Sandra Kolaković   |
| 2007-2009 | Časlav Dinčić      |
| 2009      | Dragan Markov      |
| 2009-2011 | Duško Milič        |
| 2011-     | Saša Bošković      |